# Roland Defreyne
Roland Defreyne (Oostende, 15 oktober 1953) is een Belgisch ondernemer en politicus voor de Open Vld.

## Biografie
Defreyne studeerde in 1978 af als licentiaat in rechten en notariaat. Van 1979 tot 1995 werkte hij als juridisch medewerker op een notariskantoor in Gistel en in 1979 richtte hij met zijn echtgenote tevens een bank- en verzekeringskantoor op in de gemeente.
Hij ging zich politiek engageren voor de liberale partij PVV, de latere VLD/Open Vld. Bij de gemeenteraadsverkiezingen van oktober 1988 werd hij verkozen in de gemeenteraad van Gistel en van januari 1989 tot december 1994 zetelde hij als eerste schepen in het schepencollege, bevoegd voor financiën, economie en ruimtelijke ordening. Nadien was Defreyne van 1995 tot 2006 burgemeester van de gemeente. Na de verkiezingen van oktober 2006 maakte de coalitievorming een einde aan zijn burgemeestersloopbaan. Verkiezingen en coalitieonderhandelingen in 2012 brachten daarin geen verandering. Bij de gemeenteraadsverkiezingen van 2018 behaalde Defreyne voor de vierde keer op rij het meest aantal stemmen van Gistel. Omdat CD&V de burgemeestersjerp niet aan Defreyne wilde geven, besloot hij een coalitie te vormen met SP.A en N-VA, waarbij hij het burgemeesterschap echter overliet aan zijn zoon Gauthier. Hierdoor verdween hij uit de actieve politiek, maar hij bleef wel actief op de achtergrond als voorzitter van de lokale partij Open VLD.
Van juli 2009 tot juni 2010 en van december 2011 tot oktober 2012 was hij lid van de Kamer van volksvertegenwoordigers, telkens als vervanger van toenmalig minister Vincent Van Quickenborne. 